# Chamaesphacos
Chamaesphacos là một chi thực vật có hoa trong họ Hoa môi (Lamiaceae).

## Loài
Chi Chamaesphacos gồm các loài: